# Oscilador Vackar

Oscilador Vackar a JFET

El Oscilador Vackar es un oscilador LC mejorado y diseñado para ser estable en frecuencia. Se parece al oscilador Colpitts o bien al oscilador Clapp en que utiliza una red complicada de circuitos LC como oscilador tanque. Difiere en que su nivel de salida es relativamente estable sobre el rango de frecuencias, y en que tiene un mayor ancho de banda, comparado con el oscilador Clapp.

## Historia
En 1949, el ingeniero checoslovaco Jiří Vackář publicó un documento en la revista en idioma inglés "Tesla Technical Reports" acerca del diseño de osciladores de frecuencia variable estabilizados. Posteriormente, Vackář solicitó una patente ante la Oficina de Patentes de los Estados Unidos para esta idea. En su documento, eran discutidos muchos problemas de estabilidad, tales como variaciones de temperatura, presión atmosférica, envejecimiento de los componentes y el microfonismo. Por ejemplo, Vackář describió la construcción de inductores, calentando primero el alambre y después enrollándolo en forma de bobina de cerámica estable. El inductor resultante tiene un coeficiente de temperatura de 6 a 8 partes por millón por grado Celsius. Vackář señaló también que los condensadores variables de aire tienen una estabilidad de 2 partes por millar; para construir un oscilador de frecuencia variables con una estabilidad de 50 partes por millón, se requiere que el condensador variable esté solamente a 1/40 de la capacidad de sintonía. El requisito de estabilidad también implica que el condensador variable puede solamente sintonizar un rango limitado de 1 a 1,025. Los rangos de sintonía más grandes requieren la conmutación de condensadores y bobinas estables fijos.
Vackář estaba interesado en diseños de alta estabilidad, por lo que quería el factor de calidad (Q) más alto en sus circuitos. Es posible hacer osciladores de frecuencia variable de amplia gama con amplitud de salida estable mediante una fuerte amortiguación (carga) del circuito sintonizado, pero esta táctica reduce sustancialmente el valor del factor Q.
Vackář también estaba preocupado con las variaciones de amplitud del oscilador a través de su gama de sintonía. Idealmente, una ganancia de lazo cerrado del circuito oscilador debe ser de valor unitario, según el criterio de estabilidad de Barkhausen. En la práctica, la ganancia del lazo se ajusta para que sea un poco más que la unidad para conseguir el inicio de las oscilaciones. A medida que aumenta la amplitud, un poco de compresión de ganancia, hace que la ganancia de lazo se promedie a lo largo de un ciclo completo en el valor de la unidad. Si se ajusta la frecuencia del oscilador de frecuencia variable, la ganancia puede aumentar de forma sustancial; el resultado es que se necesita más compresión de ganancia, y que afecta tanto a la amplitud de salida del oscilador, como a su estabilidad de frecuencia.
Vackář examinó varios circuitos existentes para lograr la estabilidad de amplitud. En su análisis, él hizo varias suposiciones. Él asumió que el circuito sintonizado tiene un factor de calidad constante en el rango de frecuencias de operación del oscilador. Este supuesto implica que la resistencia efectiva del circuito resonante o tanque aumenta linealmente con la frecuencia. La transconductancia del oscilador Clapp es proporcional al cubo de la frecuencia. Si esta transconductancia se establece para oscilar a la frecuencia más baja, entonces el oscilador es sobreexcitado en su frecuencia más alta. Si la frecuencia cambia en un factor de 1,5, entonces la ganancia de lazo cerrado en el extremo superior sería 3,375 veces más alto; esta ganancia superior requiere una compresión significativa. Vackář estableció que el oscilador Clapp "sólo se puede utilizar para la operación en frecuencias fijas o, como máximo, sobre bandas estrechas (como máximo, aproximadamente en una relación de 1 a 1,2)".
En su informe Vackář describió un circuito oscilador atribuido a la empresa checoslovaca Radioslavia (hoy conocida como Tesla Electrontubes, s. r. o.) en 1945 que mantuvo "una amplitud relativamente constante en un amplio rango de frecuencias" y que venía siendo usado desde 1946 en la Oficina de Correos de Checoslovaquia. Vackář analizó el circuito y explicó cómo obtener con este una respuesta de amplitud aproximadamente constante. La transconductancia del circuito se incrementa linealmente con la frecuencia, pero ese aumento se ve compensado por el aumento del factor de calidad Q de la bobina.  Este circuito es el que se ha conocido como el Oscilador Vackar. Vackář describió una variación del circuito de la empresa Radioslavia que podía cubrir un rango de frecuencia de 1 a 2,5 veces o incluso 1 a 3. Este circuito trata de compensar alguna variación en el factor de calidad Q en el rango útil del oscilador.

## Principio de operación
El diagrama que encabeza este artículo es el equivalente de la Figura 5 del documento de Vackář, diseñado por Radioslavia, en el cual el tubo de vacío original fue sustituido con un transistor JFET. La bobina L1 y los condensadores forman el circuito resonante de un oscilador Colpitts y los condensadores Cv y Cg se usan como divisor para obtener la tensión en la puerta del transistor. El  circuito puede ser sintonizado con el condensador C0. Los valores de los elementos pasivos del circuito provienen del documento que describe al oscilador. 
La estabilidad del oscilador se debe grandemente a la dependencia la transconductancia en directo del tubo o del transistor a la frecuencia de resonancia del circuito sintonizado. Específicamente, Vackář halló que la transconductancia variaba en una razón de 2*π*f/Q para su diseño, en el cual el factor de calidad Q de la bobina se incrementa con la frecuencia.
Las condiciones para una transconductancia en directa que varía mínimamente con respecto a la frecuencia, deben cumplir con lo siguiente:
{\displaystyle C_{a}\gg C_{0}\gg C_{v},} y
{\displaystyle C_{g}\gg C_{v}}